# 唐只

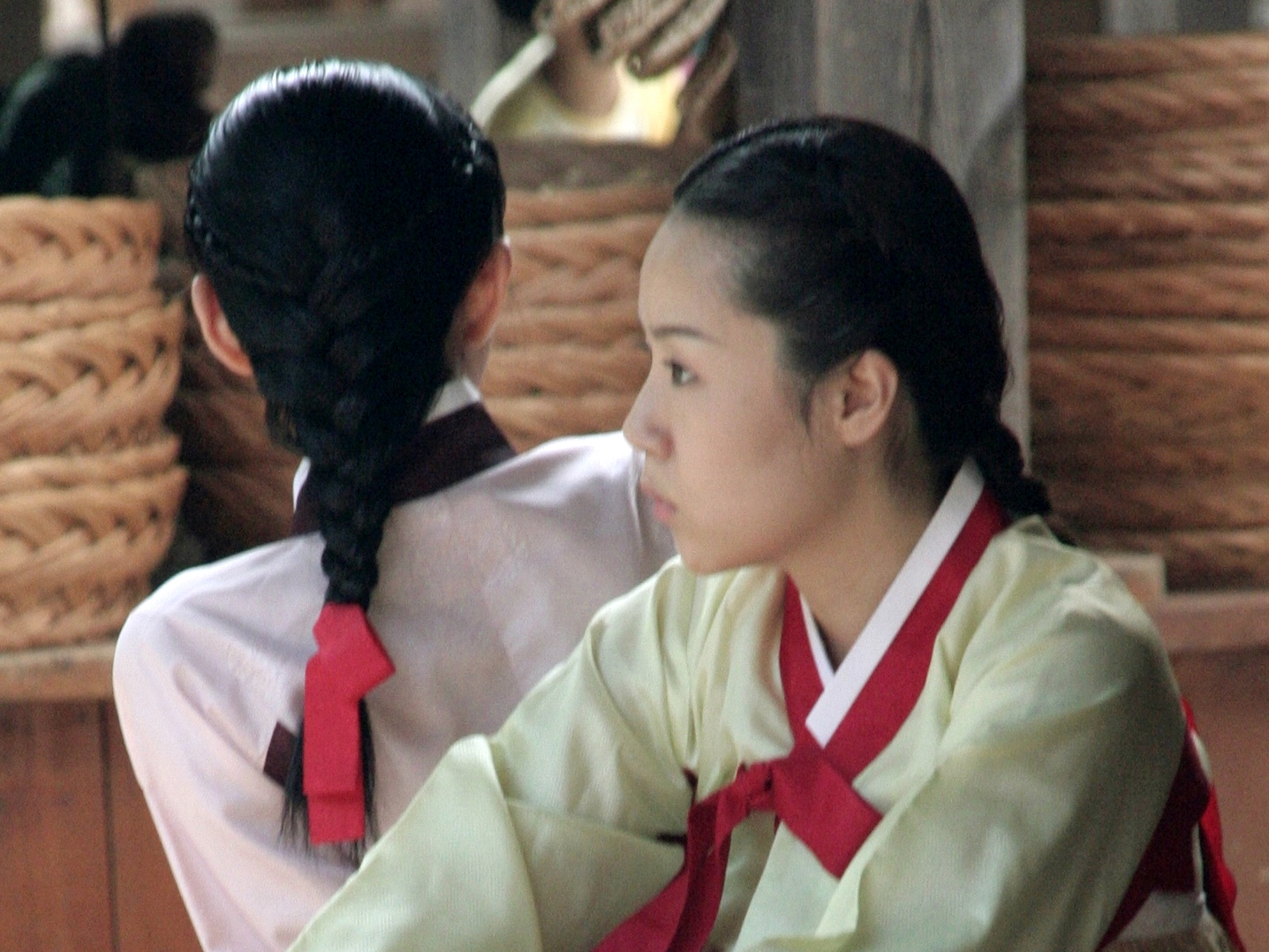
未成年未婚少女的唐只

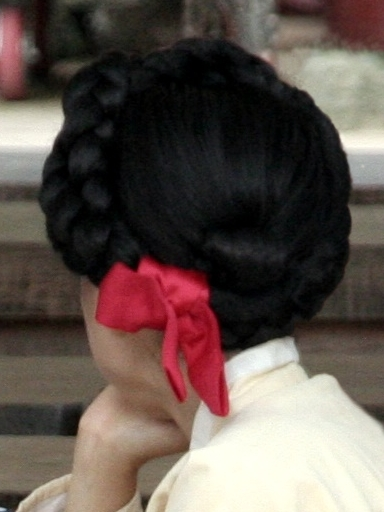
已婚女性加髢上的唐只

唐只，是朝鲜族女性的一種髮帶。根據北史記載，百濟未婚女人辮髪垂於背，而已婚婦女的頭髮被分成兩邊然后戴上頭饰。朝鮮王朝時未成年未婚女性以唐只結於辮子上，成年未婚女性、內人、醫女則以唐只把辮子束成髮髻。已婚女性及妓生亦會以唐只作為加髢的裝飾。
唐只根據地位年齡各有不同的質地，花紋。